# Cas Enklaar
Casper Willem Enklaar (Den Helder, 22 april 1943 – Amsterdam, 20 juli 2022) was een Nederlands acteur en schrijver.

## Carrière
Enklaar volgde de Amsterdamse Toneelschool, waar hij in 1968 afstudeerde. Daarna begon hij bij Toneelgroep Centrum. In 1970 was hij betrokken bij de oprichting van Het Werkteater, en bleef daarvoor werken tot hij het in 1985 verwisselde voor Toneelgroep Baal. Later stapte hij over naar Toneelgroep Amsterdam.
Enklaar maakte ook deel uit van de vaste ploeg van regisseur Theo van Gogh, en speelde onder meer in Een dagje naar het strand, Terug naar Oegstgeest, Loos, Vals licht, Medea, Baby Blue en In het belang van de staat. Daarnaast speelde hij in bekende films van andere regisseurs, zoals De bunker, Flodder, Lang Leve de Koningin, Abeltje, Oorlogsrust, Het woeden der gehele wereld, De vliegende Hollander en Masterclass. Enklaar speelde vaak in het theater, onder meer in Uit liefde en Wilhelmina, Je maintiendrai. Ten slotte zijn er nog de nodige tv-programma's, zoals Loenatik, Pleidooi, Koefnoen en De dikke man.
In 2015 werd Enklaar geïnterviewd door Michiel van Erp, voor de documentaire over toneelacteurs 'De Dingen die Voorbij gaan'.
In 2019 had hij zijn laatste rol in de klassieker Eindspel (Samuel Beckett). Hij kon daar niet mee verder in verband met slokdarmkanker, waar hij in 2022 aan overleed.

## Huizen en herinneringen
In 2008 verscheen een boek van de hand van Enklaar, Huizen en herinneringen. Een zoektocht door meer dan 40 jaar Amsterdam, waarin foto's gecombineerd worden met (vaak seksuele) nachtelijke ervaringen van de auteur.

## Necrologie
- Hein Janssen, 'Cas Enklaar (1943 - 2022)', De Volkskrant, 22 juli 2022, pag.27